# Thomas Ball
Thomas Ball (Boston, 3 de junho de 1819 – Montclair, 11 de dezembro de 1911) foi um escultor, cantor e pintor americano. Seu trabalho teve influência marcante na arte monumental nos Estados Unidos, especialmente na Nova Inglaterra.

## Biografia
Ele era filho de Thomas Ball, um pintor de casas e de placas e de Elizabeth Wyer Hall. Seu pai morreu quando ele tinha doze anos de idade. Depois de vários trabalhos marginais para ajudar na renda familiar, passou três anos trabalhando no Museu de Boston, que mais tarde descreveu como "um lugar de diversão" e não um museu de arte. Lá, ele entretinha os visitantes desenhando retratos, tocando violino, cantando e consertando brinquedos mecânicos. Tornou-se depois um aprendiz do entalhador do museu, Abel Brown. Aprendeu sozinho a pintar a óleo, copiando estampas e moldes no estúdio do superintendente do museu.

### Músico
Ball foi um músico talentoso e, desde sua adolescência, trabalhou como cantor pago nas igrejas de Boston. Apresentou-se como solista não remunerado na Sociedade Händel e Haydn no início de 1846 e com essa organização cantou o papel principal na primeira apresentação nos Estados Unidos do oratório Elias de Mendelssohn, e os solos do barítono em Moisés no Egito de Rossini. Em uma visita a Boston anos depois, ele interpretou o papel do barítono na primeira apresentação da Nona Sinfonia de Beethoven, com a orquestra da Germania Musical Society em 2 de abril de 1853.

### Pintor

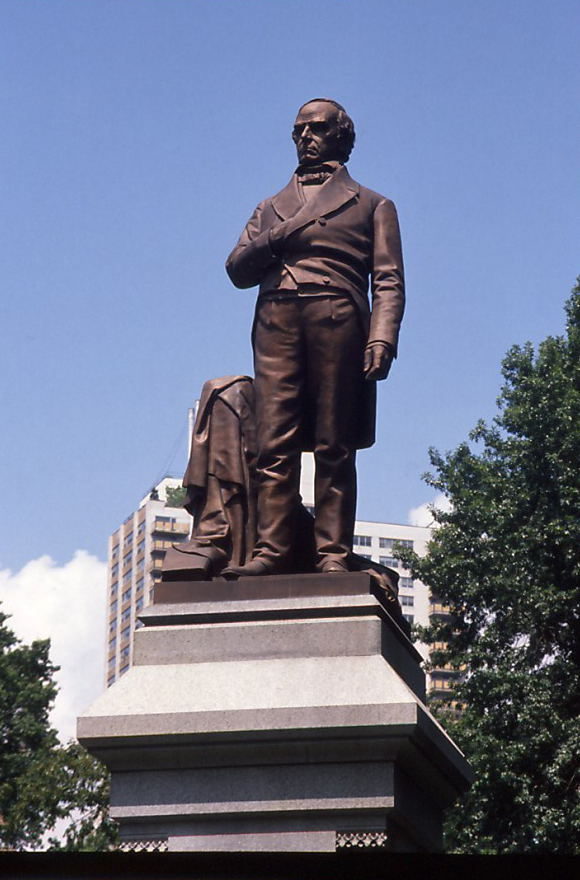
Daniel Webster (1868),Central Park, Nova Iorque.

À medida que as encomendas de pinturas iam chegando, ele mudou de estúdio para estúdio até se instalar em Tremont Row, onde permaneceu por doze anos. Lá pintou vários quadros religiosos e um retrato de Cornelia Wells (Walter) Richards, editora do jornal diário Boston Evening Transcript. Em 1851, voltou sua atenção para a escultura.

### Escultor
Seu primeiro trabalho foi um busto de Jenny Lind, que ele conheceu em sua turnê de 1850 pelos Estados Unidos. Cópias desse trabalho e o busto de Daniel Webster foram muito vendidos e largamente reproduzidos por outros artistas. Seu trabalho inclui muitos bustos de músicos. Sua primeira estátua de uma figura política foi a estátua de mais ou menos meio metro de altura de Daniel Webster, na qual ele trabalhou inicialmente observando fotografias e gravuras até que conseguiu vê-lo passar no estúdio pouco antes de sua morte.

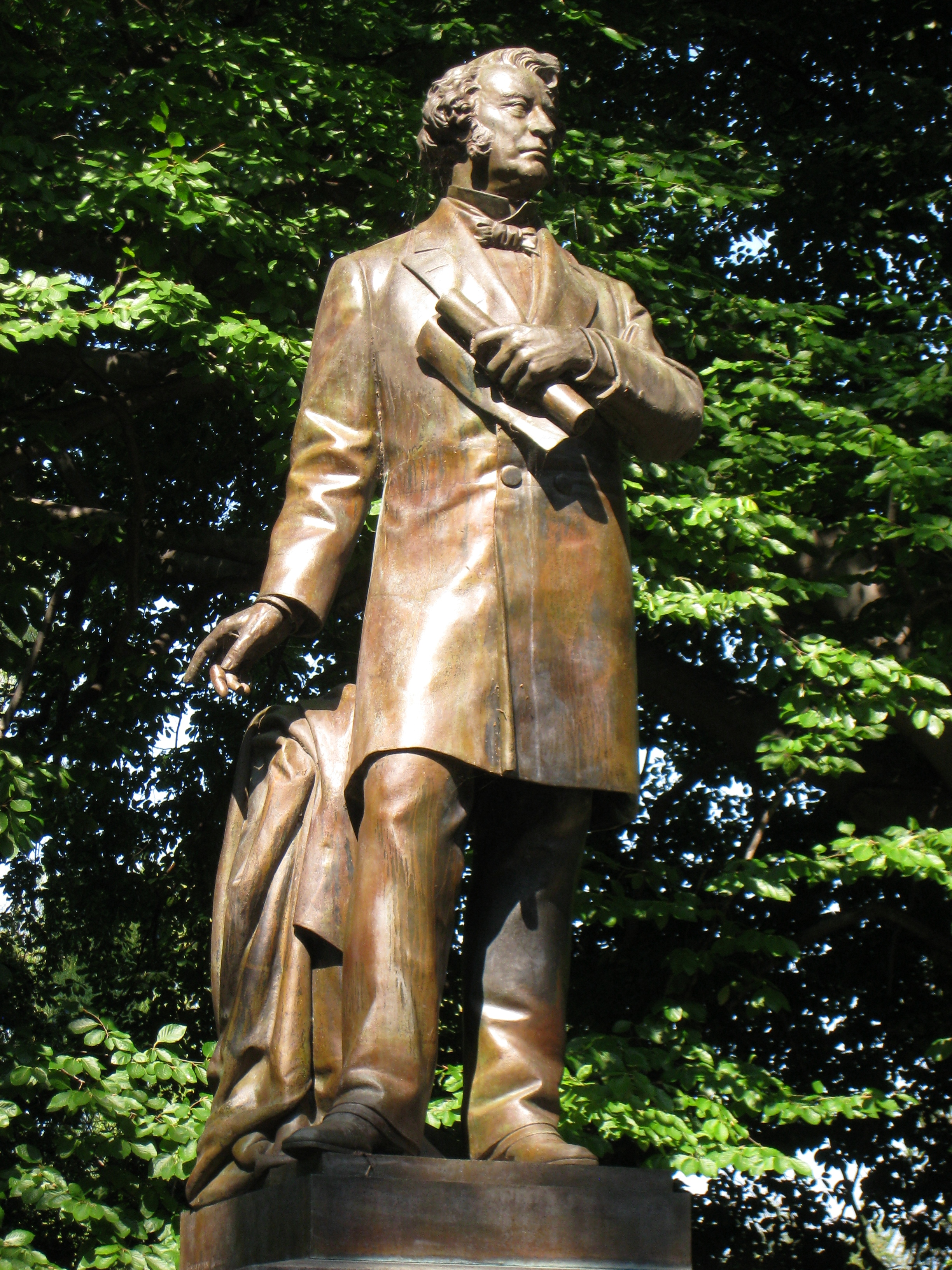
Charles Sumner (1878), The Public Garden, Boston, Massachusetts.

Aos trinta e cinco anos foi a Florença estudar. Exceto por um período de trabalho em Boston de 1857 a 1865, ele permaneceu lá até 1897 como membro de uma colônia artística que incluiu Robert e Elizabeth Barrett Browning e Hiram Powers. Dentre as pessoas famosas que conheceu na Europa está Franz Liszt, que conheceu no Vaticano em 1865 e de quem produziu um busto.
Ele tornou uma prática nunca participar da inauguração de nenhuma de suas obras públicas. Uma vez em Boston conseguiu evitar receber o convite para a dedicação cerimonial de sua estátua do governador Andrew e, em vez disso, foi ver o trabalho mais tarde, visualizando-o de diferentes abordagens. Escreveu mais tarde: "Não foi uma coisa boa que fiz. Estou envergonhado disso agora; mas não conseguiria ficar na plataforma e enfrentar a multidão".
O Dartmouth College concedeu-lhe um diploma honorário de Mestrado em Artes.
Quando ele voltou para a América, foi morar em Montclair, Nova Jérsei, ao mesmo tempo que mantinha um estúdio na cidade de Nova Iorque.
Em 1880, Ball publicou um volume autobiográfico, My Threescore Years, que atualizou em 1890 como My Three Score Years and Ten.
Ball morreu na casa de sua filha em Montclair, Eliza Chickering Ball e de seu genro, o escultor William Couper.

## Trabalhos selecionados

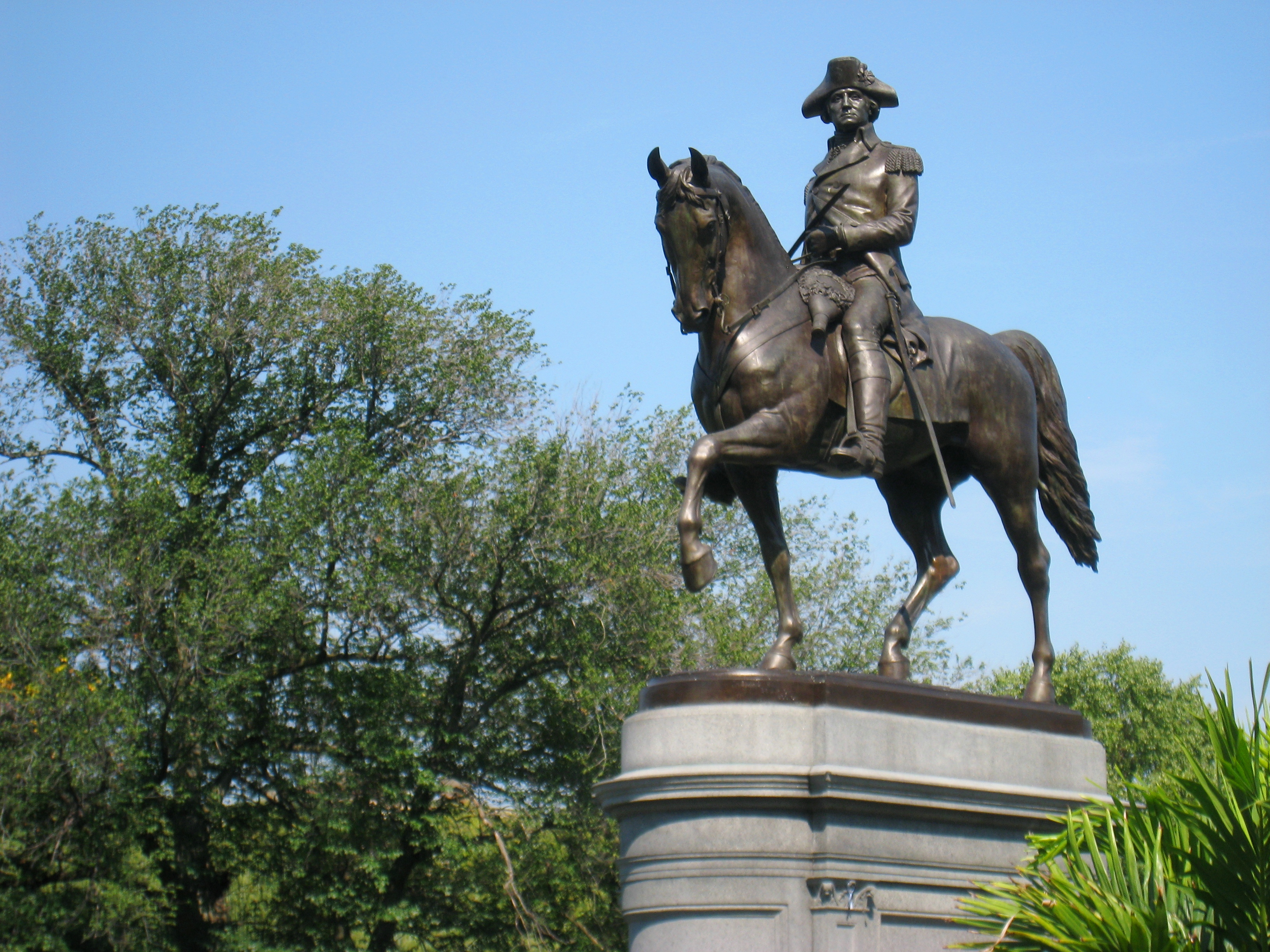
George Washington (1864), The Public Garden, Boston, Massachusetts.

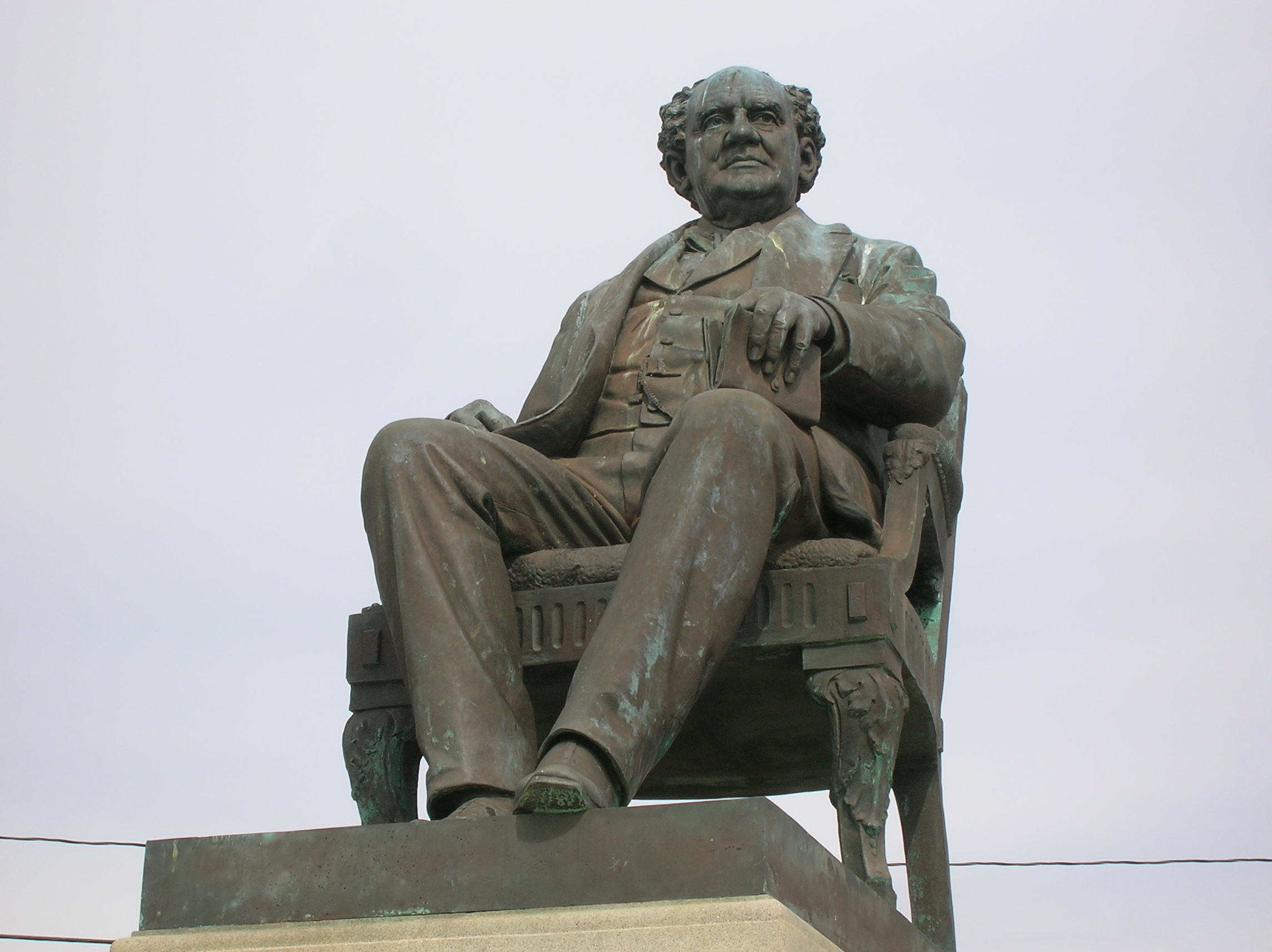
P. T. Barnum (1887), Seaside Park, Bridgeport, Connecticut.

- Busto de Jenny Lind (gesso, 1851), New-York Historical Society, Nova Iorque.
- Busto de Daniel Webster (bronze), Hood Museum of Art, Dartmouth College, Hanover, New Hampshire.
- Estátua de Daniel Webster (bronze, 1853).
- Quatro painéis de baixo-relevo (bronze, 1856), na base da estátua de Benjamin Franklin de Richard Saltonstall Greenough, Old City Hall, Boston, Massachusetts.
- Estátua de Henry Clay (bronze, 1858), Senado dos Estados Unidos Art Collection, Capitólio dos Estados Unidos, Washington, D.C.[16]
- Estátua de Daniel Webster (bronze, 1860–1868), Central Park, Nova Iorque.
- Estátua equestre de George Washington (bronze, 1864), Public Garden, Boston, Massachusetts.
  - O modelo dessa estátua é mantido pelo Boston Athenæum[17]
- Busto de Edward Everett (mármore, 1867), Boston Public Library, Boston, Massachusetts.
- Edwin Forrest como "Coriolanus" (mármore, 1867), Walnut Street Theatre, Filadélfia, Pensilvânia.[13][18]
- Josiah Quincy (bronze, 1869), Old City Hall, Boston, Massachusetts.[19]
- John Albion Andrew (mármore, 1870), Doric Hall, Massachusetts State House, Boston, Massachusetts.[20][21]
- "O Anjo da Morte levantando o Véu dos Olhos da Fé" (Jonas Chickering Monument) (mármore, 1872), Mount Auburn Cemetery, Cambridge, Massachusetts.[5]
- São João Evangelista (mármore, 1875), Cemitério Forest Hills, Boston, Massachusetts. Substituído por uma réplica de polímero, 2001.
  - As cópias disso estão no Smithsonian American Art Museum, Washington, D.C.; no Chrysler Museum of Art, Norfolk, Virgínia; e no Montclair Art Museum, Montclair, Nova Jérsei.
- Memorial da Emancipação (bronze, 1875), Lincoln Park, Washington, D.C.
  - Uma cópia dele está na Park Square, Boston, Massachusetts.
- Charles Sumner (bronze, 1878), Public Garden, Boston, Massachusetts.
- Daniel Webster (bronze, 1885–86), New Hampshire State House, Concord, New Hampshire.[22] A encomenda foi feita pela primeira vez ao escultor Martin Milmore, depois ao seu irmão. Ball ficou com ela depois da morte dos irmãos.[23] Esta tem uma pose diferente de suas estátuas anteriores de Webster.
- P. T. Barnum (bronze, 1887), Seaside Park, Bridgeport, Connecticut.[24][25]

### Monumento Washington
- "Monumento a George Washington" (1883-1893), Methuen, Massachusetts.[26][27] Esta foi a obra mais complexa e ambiciosa de Ball, composta por uma estátua de George Washington em bronze de um pouco mais de 4,5 metros de altura, quatro figuras sentadas em tamanho natural, quatro bustos e quatro águias flanqueadas por bandeiras, todas exibidas em uma base de mármore de várias camadas. O monumento foi criado no estúdio de Ball em Florença, Itália. Seu genro, William Couper, ajudou na modelagem das figuras. Foi exibido na Exposição Universal de 1893 em Chicago, Illinois, antes de ser instalado em Methuen, Massachusetts e dedicado em 22 de fevereiro de 1900.
  - George Washington
  - Cincinnatus (figura sentada de Washington)
  - Revolução (figura sentada)
  - Opressão (figura sentada)
  - Vitória (figura sentada)
  - Busto do Marquês de LaFayette
  - Busto do General Henry Knox
  - Busto do General Nathaniel Greene
  - Busto do General Benjamin Lincoln
  - Quatro Águias e Bandeiras

O monumento foi vendido em 1958, desmontado e transferido para Forest Lawn Memorial Park, Hollywood Hills, Califórnia.

## Galeria

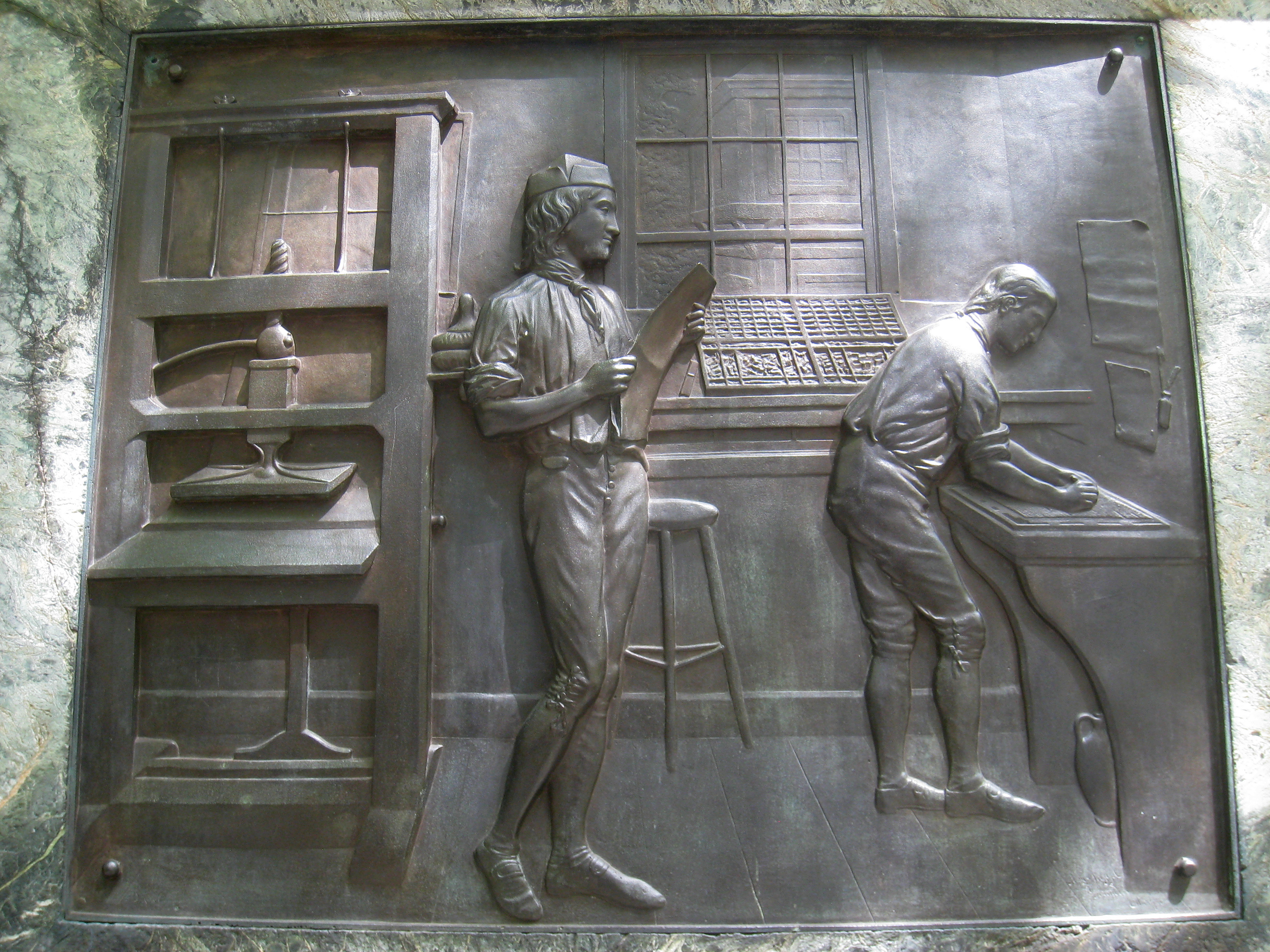
Benjamin Franklin, Tipógrafo (1856), Old City Hall, Boston, Massachusetts.
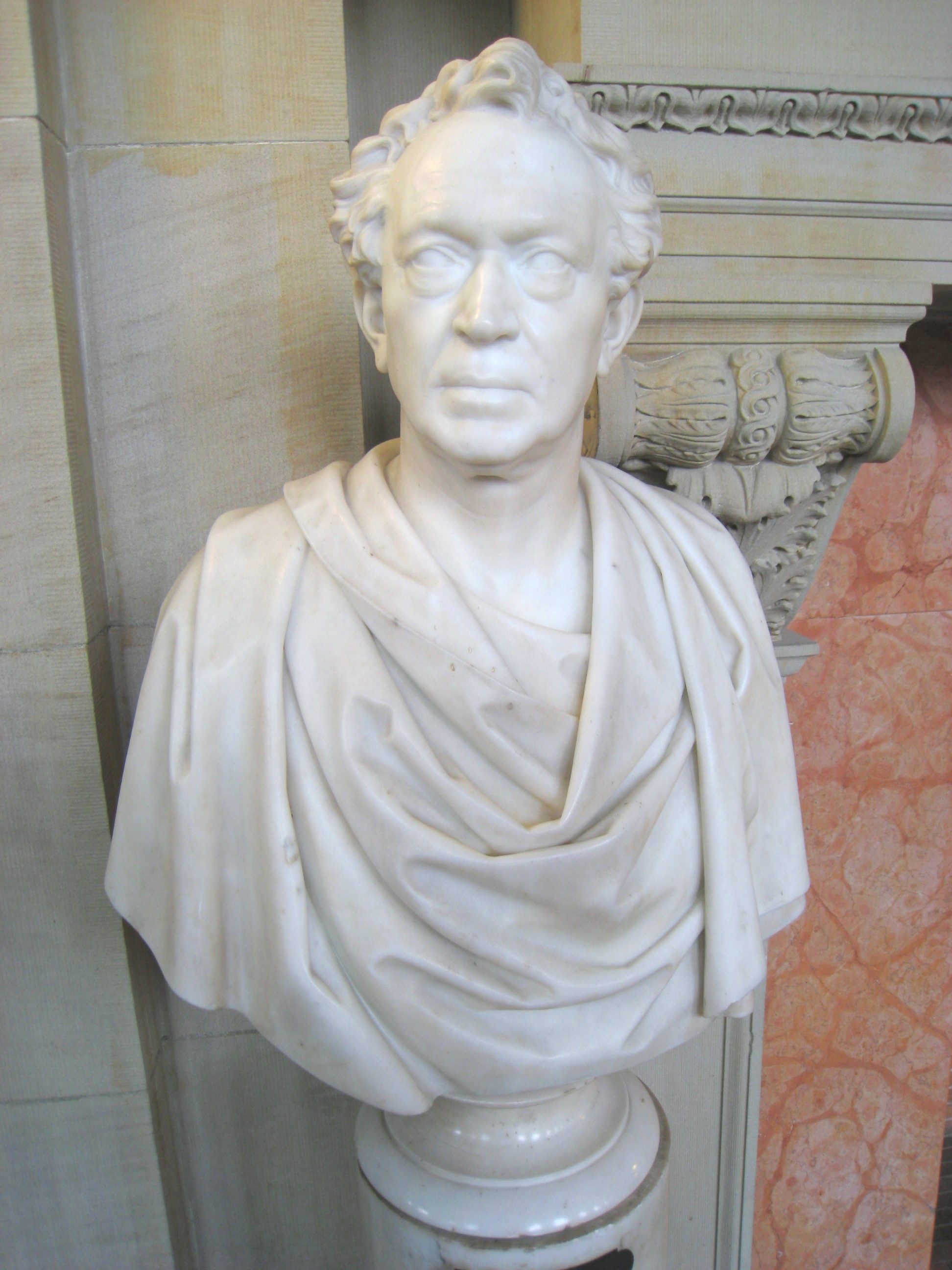
Edward Everett (1867), Boston Public Library, Boston, Massachusetts.
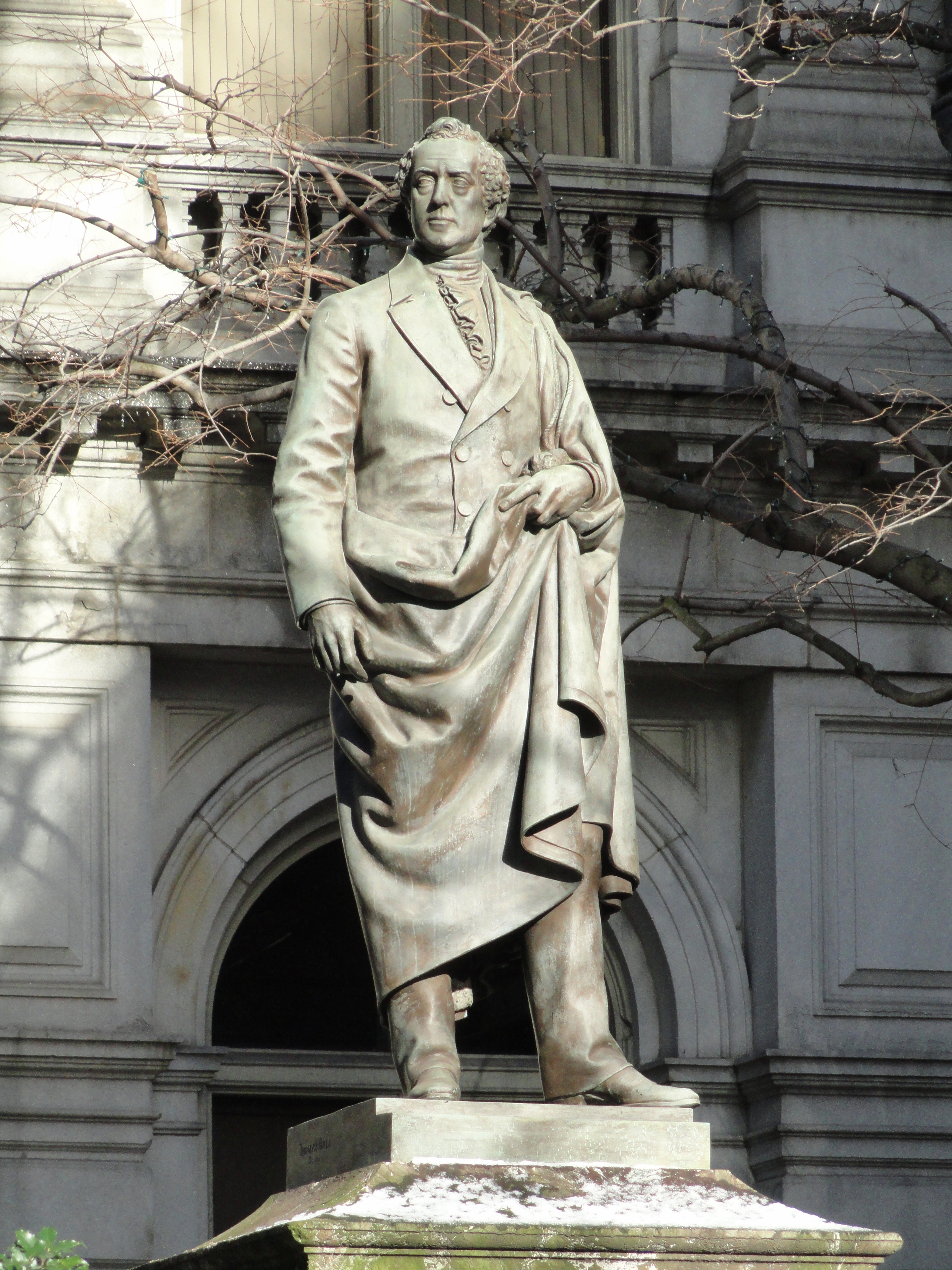
Josiah Quincy (1869), Old City Hall, Boston, Massachusetts.
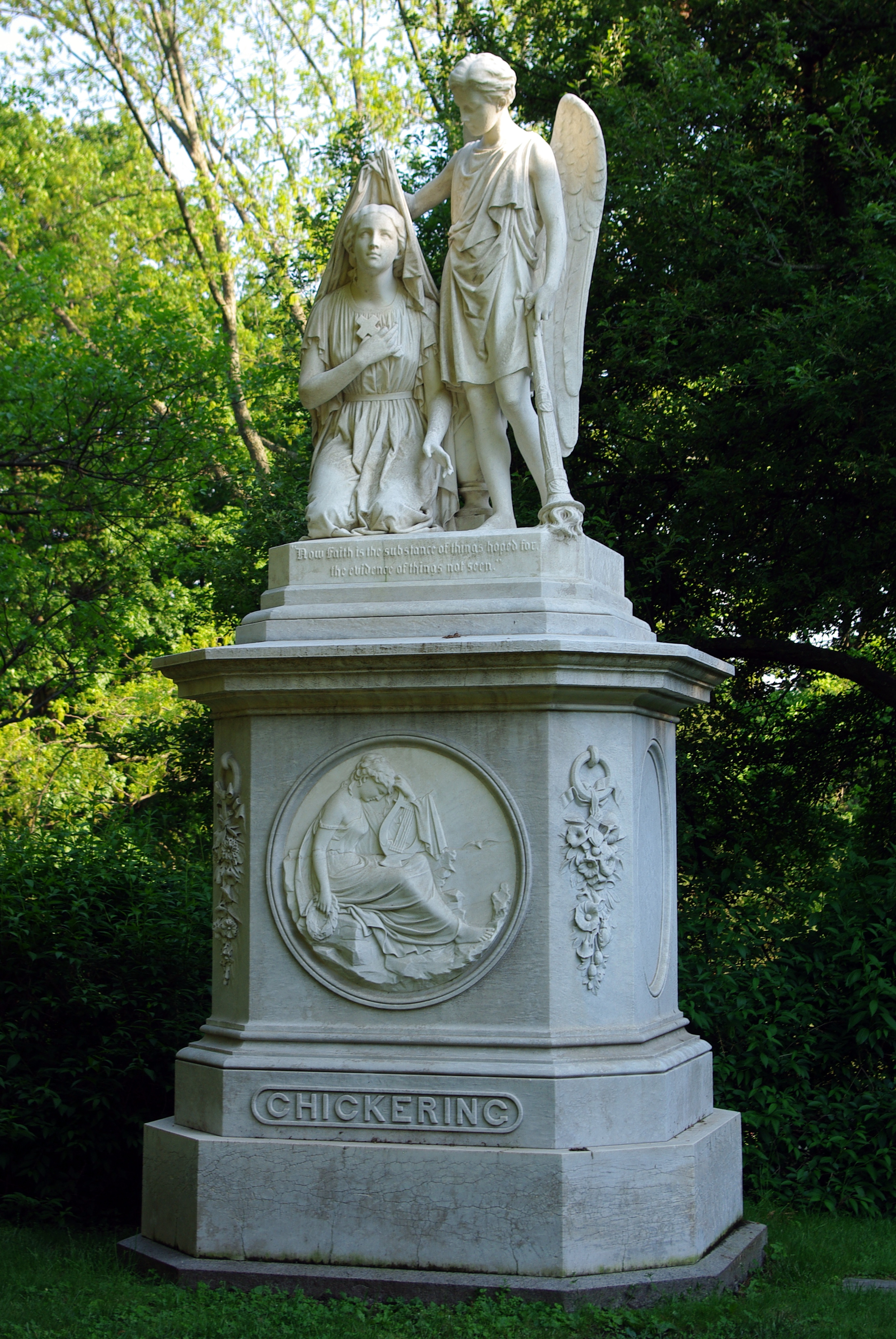
Jonas Chickering Monument (1872), Mount Auburn Cemetery, Cambridge, Massachusetts.
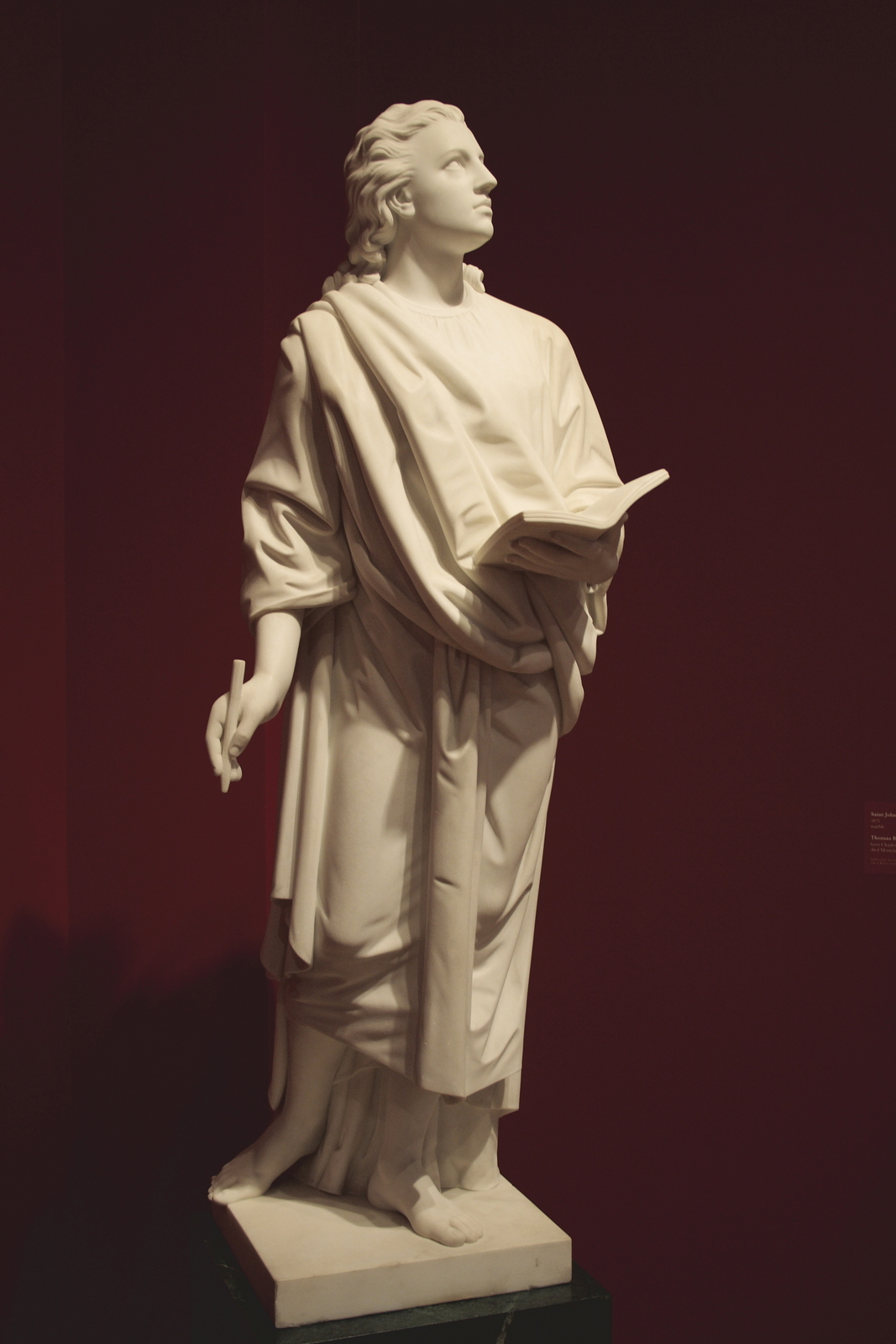
São João Evangelista (1875), Smithsonian American Art Museum, Washington, D.C.
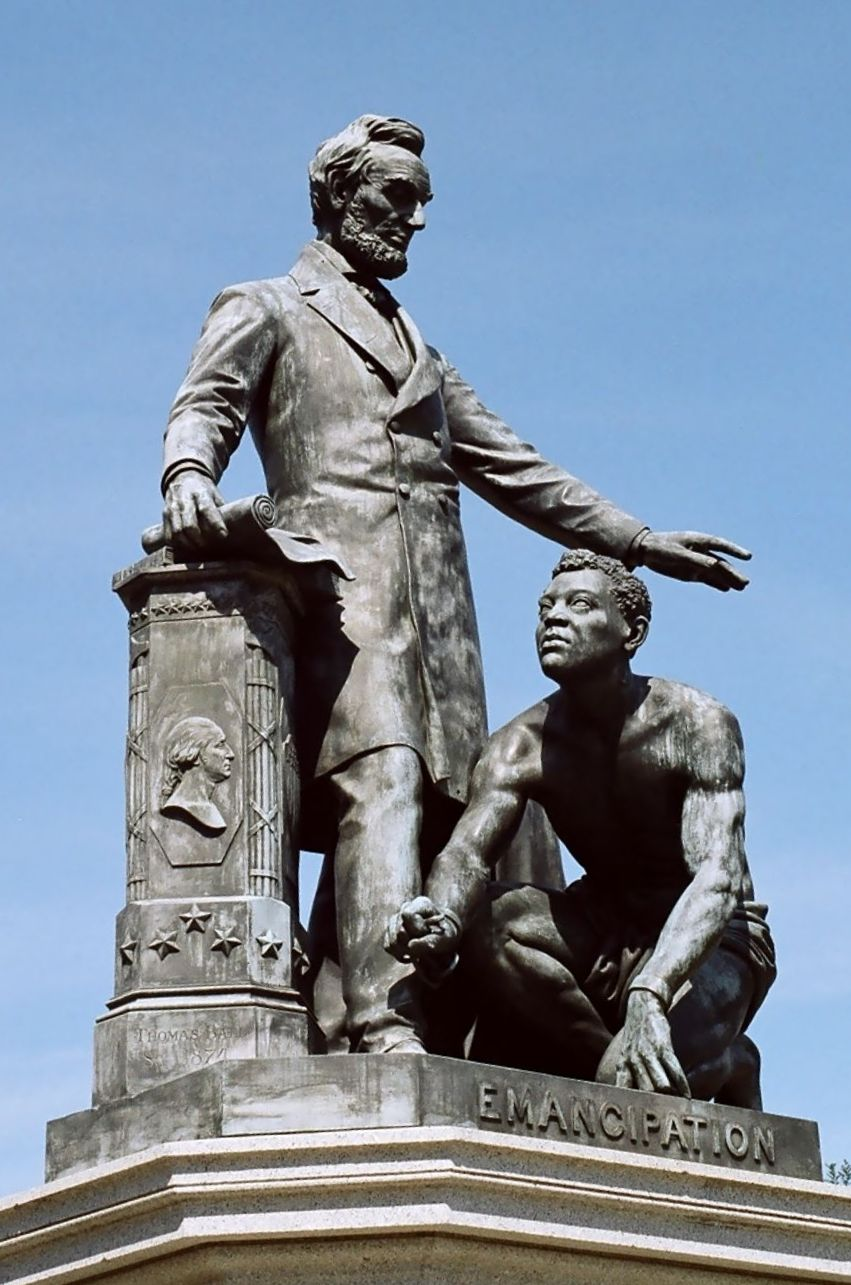
Emancipation Memorial (1875), Lincoln Park, Washington, D.C.